# Communion évangélique de baptistes indépendants
 (décembre 2022).
La Communion évangélique de baptistes indépendants (CEBI) est une association d'Églises baptistes indépendantes en France.

## Histoire
L’organisation a ses origines dans des missions américaines baptistes indépendantes de l’Evangelical Baptist Mission et de Baptist Mid-Missions dans les années 1950.
Elle a été fondée en 1967 par l’union de ces deux missions.
Trois éléments composent ses réunions annuelles : les questions administratives et pratiques, le partage d'information et l'édification spirituelle. C'est au sein de la CEBI que s'est développée, à partir de 1987, l'AMEBI (Action Missionnaire d’Églises Baptistes Indépendantes), sous l'impulsion du pasteur Jean Stauffacher.
Selon un recensement de l'association publié en 2020, elle aurait 50 églises.

## Croyances
L'association a une confession de foi baptiste fondamentaliste,.